# UCI America Tour 2013
Navigation
Édition précédente Édition suivante
L'UCI America Tour 2013 est la neuvième édition de l'UCI America Tour, l'un des cinq circuits continentaux de cyclisme de l'Union cycliste internationale. Il est composé de 29 compétitions organisées du 7 octobre 2012 au 14 septembre 2013 en Amérique.

## Calendrier des épreuves

### Octobre 2012
| Date  | Course                                     | Pays              | Classe | Vainqueur       | Équipe                 |
| ----- | ------------------------------------------ | ----------------- | ------ | --------------- | ---------------------- |
| 7     | Tobago Cycling Classic                     | Trinité-et-Tobago | 1.2    | Darren Matthews | Coco'S                 |
| 14-21 | Tour du Brésil-Tour de l'État de Sao Paulo | Brésil            | 2.2    | Magno Nazaret   | Funvic-Pindamonhangaba |

### Novembre 2012
| Date  | Course               | Pays      | Classe | Vainqueur     | Équipe                     |
| ----- | -------------------- | --------- | ------ | ------------- | -------------------------- |
| 2-11  | Tour de Bolivie      | Bolivie   | 2.2    | Maky Román    | Prodem-Lotería del Táchira |
| 18-25 | Vuelta al Mundo Maya | Guatemala | 2.2    | Giovanni Báez | EPM-UNE                    |

### Décembre 2012
| Date  | Course             | Pays       | Classe | Vainqueur     | Équipe     |
| ----- | ------------------ | ---------- | ------ | ------------- | ---------- |
| 17-29 | Tour du Costa Rica | Costa Rica | 2.2    | Óscar Sánchez | GW Shimano |

### Janvier 2013
| Date  | Course                   | Pays      | Classe | Vainqueur          | Équipe                                  |
| ----- | ------------------------ | --------- | ------ | ------------------ | --------------------------------------- |
| 6     | Copa América de Ciclismo | Brésil    | 1.2    | Francisco Chamorro | Funvic Brasilinvest-São José dos Campos |
| 11-20 | Tour du Táchira          | Venezuela | 2.2    | Yeison Delgado     | Kino Táchira-Drodínica                  |
| 21-27 | Tour de San Luis         | Argentine | 2.1    | Daniel Díaz        | San Luis Somos Todos                    |

### Avril 2013
| Date  | Course            | Pays      | Classe | Vainqueur     | Équipe     |
| ----- | ----------------- | --------- | ------ | ------------- | ---------- |
| 21-28 | Tour du Guatemala | Guatemala | 2.2    | Óscar Sánchez | GW Shimano |

### Mai 2013
| Date  | Course                                                | Pays       | Classe | Vainqueur                   | Équipe                       |
| ----- | ----------------------------------------------------- | ---------- | ------ | --------------------------- | ---------------------------- |
| 1     | Championnats panaméricains - contre-la-montre espoirs | Mexique    | CC     | José Luis Rodríguez Aguilar | Équipe nationale du Chili    |
| 1-5   | Tour of the Gila                                      | États-Unis | 2.2    | Philip Deignan              | UnitedHealthcare             |
| 2     | Championnats panaméricains - contre-la-montre         | Mexique    | CC     | Carlos Oyarzún              | Équipe nationale du Chili    |
| 5     | Championnats panaméricains - course en ligne espoirs  | Mexique    | CC     | Richard Carapaz             | Équipe nationale d'Équateur  |
| 5     | Championnats panaméricains - course en ligne          | Mexique    | CC     | Jonathan Paredes            | Équipe nationale de Colombie |
| 12-19 | Tour de Californie                                    | États-Unis | 2.HC   | Tejay van Garderen          | BMC Racing                   |

### Juin 2013
| Date  | Course                           | Pays       | Classe | Vainqueur     | Équipe                      |
| ----- | -------------------------------- | ---------- | ------ | ------------- | --------------------------- |
| 2     | Philadelphia Cycling Classic     | États-Unis | 1.2    | Kiel Reijnen  | UnitedHealthcare            |
| 7-9   | Coupe des nations Ville Saguenay | Canada     | 2.Ncup | Sondre Enger  | Équipe nationale de Norvège |
| 9-23  | Tour de Colombie                 | Colombie   | 2.2    | Óscar Sevilla | EPM-UNE                     |
| 11-16 | Tour de Beauce                   | Canada     | 2.2    | Nathan Brown  | Bontrager                   |

### Juillet 2013
| Date  | Course            | Pays      | Classe | Vainqueur         | Équipe                       |
| ----- | ----------------- | --------- | ------ | ----------------- | ---------------------------- |
| 7     | Tour de Delta     | Canada    | 1.2    | Steve Fisher      | Hagens Berman                |
| 19-28 | Tour du Venezuela | Venezuela | 2.2    | Carlos José Ochoa | Androni Giocattoli-Venezuela |

### Août 2013
| Date  | Course                    | Pays       | Classe | Vainqueur          | Équipe                  |
| ----- | ------------------------- | ---------- | ------ | ------------------ | ----------------------- |
| 2-4   | Tour of Elk Grove         | États-Unis | 2.1    | Elia Viviani       | Cannondale              |
| 6-11  | Ruta del Centro           | Mexique    | 2.2    | Víctor García      | Depredadores PBG Design |
| 6-11  | Tour de l'Utah            | États-Unis | 2.1    | Thomas Danielson   | Garmin-Sharp            |
| 14-18 | Tour du sud de la Bolivie | Bolivie    | 2.2    | Óscar Soliz        | Pío Rico-Cochabamba     |
| 19-25 | Tour du Colorado          | États-Unis | 2.HC   | Tejay van Garderen | BMC Racing              |
| 28-1  | Tour de Rio               | Brésil     | 2.2    | Óscar Sevilla      | EPM-UNE                 |

### Septembre 2013
| Date | Course               | Pays       | Classe | Vainqueur    | Équipe           |
| ---- | -------------------- | ---------- | ------ | ------------ | ---------------- |
| 3-8  | Tour d'Alberta       | Canada     | 2.1    | Rohan Dennis | Garmin-Sharp     |
| 7    | Bucks County Classic | États-Unis | 1.2    | Kiel Reijnen | UnitedHealthcare |

### Épreuves annulées
| Date               | Course                           | Pays       | Classe | Cause |
| ------------------ | -------------------------------- | ---------- | ------ | ----- |
| 31 janv-10 février | Tour du Chili                    | Chili      | 2.2    |       |
| 15-17 février      | Tour de Porto Rico               | Porto Rico | 2.2    |       |
| 10-17 mars         | Tour du Mexique                  | Mexique    | 2.2    |       |
| 15-19 mars         | Tour de l'intérieur de São Paulo | Brésil     | 2.2    |       |
| 10-14 avril        | Volta de Gravatai                | Brésil     | 2.2    |       |
| 14 avril           | Tour of the Battenkill           | États-Unis | 1.2    |       |
| 17-21 avril        | Tour de Santa Catarina           | Brésil     | 2.2    |       |
| 19-21 avril        | American Cycling Classic         | États-Unis | 1.2    |       |
| 29 mai-2 juin      | Tour du Paraná                   | Brésil     | 2.2    |       |
| 1er-2 juin         | Clásico San Antonio de Padua     | Porto Rico | 2.2    |       |
| 7 juillet          | The Keystone Open                | États-Unis | 1.2    |       |

## Classements finals
Source : UCI America Tour
| #   | Coureur           | Pays       | Pts    |
| 1.  | Janier Acevedo    | Colombie   | 247    |
| 2.  | Óscar Sánchez     | Colombie   | 180    |
| 3.  | Ryan Anderson     | Canada     | 165    |
| 4.  | Kiel Reijnen      | États-Unis | 138    |
| 5.  | Francisco Mancebo | Espagne    | 130    |
| 6.  | Daniel Díaz       | Argentine  | 129,67 |
| 7.  | Jonathan Millán   | Colombie   | 120    |
| 8.  | Óscar Soliz       | Bolivie    | 118    |
| 9.  | Óscar Sevilla     | Espagne    | 115    |
| 10. | Philip Deignan    | Irlande    | 113    |

| #   | Équipe                                  | Pays       | Pts    |
| 1.  | UnitedHealthcare                        | États-Unis | 441    |
| 2.  | Optum-Kelly Benefit Strategies          | États-Unis | 366    |
| 3.  | Funvic Brasilinvest-São José dos Campos | Brésil     | 348    |
| 4.  | Jamis-Hagens Berman                     | États-Unis | 345    |
| 5.  | EPM-UNE                                 | Colombie   | 324,67 |
| 6.  | San Luis Somos Todos                    | Argentine  | 196,68 |
| 7.  | Bontrager                               | États-Unis | 186    |
| 8.  | Jelly Belly-Kenda                       | États-Unis | 179    |
| 9.  | 5 Hour Energy                           | États-Unis | 154    |
| 10. | Androni Giocattoli-Venezuela            | Italie     | 152    |

### Classements par nations
| #   | Pays       | Pts      |
| 1.  | Colombie   | 1 460,07 |
| 2.  | États-Unis | 876,33   |
| 3.  | Venezuela  | 596,87   |
| 4.  | Brésil     | 512      |
| 5.  | Canada     | 416,45   |
| 6.  | Mexique    | 405      |
| 7.  | Argentine  | 381,34   |
| 8.  | Costa Rica | 295      |
| 9.  | Équateur   | 240      |
| 10. | Bolivie    | 216      |

| #   | Pays (U23) | Pts    |
| 1.  | Colombie   | 330,67 |
| 2.  | États-Unis | 266    |
| 3.  | Équateur   | 90     |
| 4.  | Guatemala  | 72     |
| 5.  | Argentine  | 58     |
| 6.  | Salvador   | 57     |
| 7.  | Mexique    | 53     |
| 8.  | Brésil     | 48     |
| 9.  | Panama     | 43     |
| 10. | Barbade    | 40     |